# 财经正前方
财经正前方（英语：Head Start In Finance）是凤凰卫视的周播财经深度报导专题节目，也是《凤凰冲击播》节目时段之一，2009年开播，主持人最初为刘芳，2016年中起改由王莹主持。节目定位“权威、专业、高端”，锁定一周财经热点和重大事件，邀请有关事件的最权威、最高端人士，做出一针见血的点评。本节目於2010年由东风风神赞助，2011年由广发银行赞助，6月份开始与合景泰富联合赞助，2012年到2015年前由口子窖独家冠名，期後由合景泰富作贊助，2016年9月至2017年12月由招商银行冠名。
2022年1月1日起，凤凰卫视改版，《财经正前方》已停播。

## 播出时间[2]
- 凤凰卫视中文台：香港时间周五22：00-22：30首播，周六3：25-4：00、15：30-16：05重播。
- 凤凰卫视欧洲台：格林威治时间周六14:40-15:15首播，周日04:50-05:25重播。
- 凤凰卫视美洲台：美国西岸时间周六02:40-03:15首播，周六10:30-11:10重播。
- 凤凰卫视澳洲版：悉尼时间周六23:40-00:15首播，周日13:50-14:25 重播。

## 节目内容及嘉宾
节目通常只围绕一个主题进行评论。嘉宾方面则包括张五常、谢国忠、龚方雄、梁红、王庆、胡祖六、郑杏娟、左小蕾、李稻葵、巴曙松、国际货币基金组织驻华代表费达翰、美国著名投资大师罗杰斯、前美国白宫总统顾问约翰·拉特里奇、前香港财政司司长梁锦松、博鳌论坛发起人龙永图、港交所主席夏佳理曾成为节目嘉宾。